# Сехемра-Шедтауи Себекемсаф
Сехемра-Шедтауи Себекемсаф II — фараон Древнего Египта, правивший приблизительно в 1572—1570 годах до н. э. Представитель XVII династии (Второй переходный период).

### Артефакты правления
Сехемра-Шедтауи Себекемсаф, царствование которого, судя по всему, длилось шестнадцать лет, был одним из самых значительных фараонов XVII династии. От его правления до нас дошло больше источников, чем от любого другого царя этой династии. Столицей его владений являлись Фивы. Там же Сехемра-Шедтауи Себекемсаф II был похоронен. Археологам не удалось обнаружить его гробницу или то, что от неё осталось, однако в нашем распоряжении имеются тексты, в которых говорится о том, что она была разграблена в период правления царей XX династии. Дело о вскрытии и разграблении его гробницы, помеченное годами царствования Рамсеса IX, фигурирует в папирусе Эббота, папирусе Амбраса и в более подробном отчёте о расхищениях, части которого сохранились в виде папируса Амхерста и папируса Леопольда II. Эти документы не только свидетельствуют о том, что потомки признавали Сехемра Шедтауи Себекемсафа II «великим царём», чьи «памятники стоят до сих пор», но создают впечатление, что его погребение и погребение его царицы Небухас были весьма роскошными. Хотя средний по качеству ящик для каноп этого царя хранящийся в Лейдене, не подкрепляет данное впечатление. Вот как описывается его погребение в деле о разграблении гробниц: 

«… Пошли грабить могилы… и мы нашли пирамиду [царя] Сехемра-Шедтауи, сына Ра, Себекемсафа, которая была совсем не похожа на пирамиды и гробницы вельмож, которые мы обычно грабили.
Тогда мы выгребли щебень … и нашли бога (царя), лежащим на спине в его гробнице. И мы обнаружили, что место погребения Нубхаас, его царицы, расположено рядом с ним… Мы открыли их саркофаги и гробы внутри них, в которых они находились, и обнаружили благородную мумию этого царя, увенчанную соколом; большое количество амулетов из золота и драгоценных камней находились на его шее, а его головной убор был из золота. Благородная мумия этого царя была полностью украшена золотом, и его гроб был украшен золотом и серебром внутри и снаружи, а также инкрустирован всеми видами драгоценных камней. Мы собрали золото на благородной мумии этого бога, а также амулеты и ожерелья, надетые на его шею, и также саркофаги в которых он лежал. Обнаружив царицу, мы также взяли всё, что нашли на ней аналогичным образом; и мы подожгли их гробы. Мы украли утварь, которую которую нашли с ними (состоящую из) золотых, серебряных и бронзовых сосудов, и разделили их между собой. Мы (также) разделили золото, которое обнаружили на благородных мумиях, амулеты, украшения, и на саркофагах, на восемь частей. 
Тогда мы вернулись в Фивы. А через несколько дней окружной инспектор Фив узнал, что мы совершили кражу на западной стороне; они схватили меня и приговорили к тюремному заключению в помещении губернатора Фив. И я взял двадцать дебенов золота, которое уже принадлежало мне как моя доля, и отдал их Хаэмопу — писцу из квартала Фив, где находилось место заключения. Он отпустил меня, и я вернулся к своим товарищам, которые заново компенсировали мне мою долю. Таким образом, я, вместе с другим ворами, которые были со мной, продолжили в этот день и дальше грабить гробницы вельмож и [покойных] людей, которые отдыхали на Западе Фив».
Большое количество других его памятников с надписями, главным образом из Фив, свидетельствует о том, что он правил долго и успешно, вёл строительство и другую деятельность в Карнаке и Абидосе. В Британском музее хранится грубая стела из известняка (№ 1163), на которой вырезан картуш Себекемсафа. Она была сделана для поминовения писца храма Себека, которого звали Себекхотеп и его жены Иухетибу. Так как супругу писца звали также, как и мать царя XIII династии Сехемра-сеуаджтауи Себекхотепа III, живущего примерно за двести лет до этого, некоторые учёные решили, что цари, носившие имя Себекемсаф, возможно правили тогда же. Но судя по низкому качеству стелы, да и всех артефактов, изготовленных в период правления Себекемсафа, можно быть совершенно уверенным в том, что они не могли быть сделаны во время царствования представителей XIII династии, когда искусство находилось на достаточно высоком уровне развития. Имя самого царя — Себекемсаф и имена троих его подданных — Себекхотепа, Себекнахта и Иухетибу, свидетельствуют лишь о сохраняющемся сильном влиянии традиций XIII династии.
Тот факт, что на мумии Небухеперра Иниотефа нашли амулет в форме сердца из зелёной яшмы, изготовленный для «царя Себекемсафа», позволяет надёжно установить хронологическую последовательность правлений этих двух царей.
Имя царицы Нубхаас, упомянутое выше, также встречается на плите, хранящейся в Лувре. Там она названа дочерью главного судьи Себекджеду и «великой наследницей и великой царской женой, госпожой всех женщин». В нашем распоряжении имеется стела, принадлежавшая высокопоставленному чиновнику по имени Ментухотеп, сыну царевны Себекемсуф и её супруга царевича Камеса, который служил управляющим владениями царицы Нубхаас. Но сведений, содержащихся в тексте, недостаточно для того, чтобы определить, кем были эти люди.
В гробнице Ренсенеба в Эль-Кабе (№ 9) царица Небухас и её дочь, царевна Хонсу — возможно, жена и дочь Себекемсафа II — упомянуты как прабабушка и бабушка одной из двух жён Ренсенеба.

### Имена Сехемра-Шедтауи Себекемсафа II
Тронным именем Себекемсафа II было Сехемра-Шедтауи, «Сила, осушающая Обе Земли бога солнца». Слово шедети, «осушающий», связано с названием города Шедет («Осушенный»), стоявшего на осушенной земле в Файюме, недалеко от Лабиринта, который был административным центром страны в период правления последних царей XII династии и первых представителей XIII династии.
| nswt&bity |

| nswt&bity |

| N5 | S42 | F30 | N17 · N18 |

| N5 | S42 | F30 | N17 · N18 |

| N5 | S42 | F30 | N17 · N18 |

| N5 | S42 | F30 | N17 · N18 |

| N5 | S42 | F30 | N17 · N18 |

| N5 | S42 | F30 | N17 · N18 |

| N5 | S42 | F30 | N17 · N18 |

| N5 | S42 | F30 | N17 · N18 |

| N5 | S42 | F30 · D46 · Z4 | N17 · N18 |

| N5 | S42 | F30 · D46 · Z4 | N17 · N18 |

| N5 | S42 | F30 · D46 · Z4 | N17 · N18 |

| N5 | S42 | F30 · D46 · Z4 | N17 · N18 |

| N5 | S42 | F30 · D46 · Z4 | N17 · N18 |

| N5 | S42 | F30 · D46 · Z4 | N17 · N18 |

| N5 | S42 | F30 · D46 · Z4 | N17 · N18 |

| N5 | S42 | F30 · D46 · Z4 | N17 · N18 |

| V10A | N5 | S42 | Z1 | G7 | F30 · D46 · Y1 | A24 | N17 · N18 · N23 · N23 | V11A |

| V10A | N5 | S42 | Z1 | G7 | F30 · D46 · Y1 | A24 | N17 · N18 · N23 · N23 | V11A |

| N5 | S42 | F30 | N17 · N18 · N23 · N23 |

| N5 | S42 | F30 | N17 · N18 · N23 · N23 |

| N5 | S42 | F30 | N17 · N18 · N23 · N23 |

| N5 | S42 | F30 | N17 · N18 · N23 · N23 |

| N5 | S42 | F30 | N17 · N18 · N23 · N23 |

| N5 | S42 | F30 | N17 · N18 · N23 · N23 |

| N5 | S42 | F30 | N17 · N18 · N23 · N23 |

| N5 | S42 | F30 | N17 · N18 · N23 · N23 |

| N5 | S42 | S29 | F30 | N17 · N18 |

| N5 | S42 | S29 | F30 | N17 · N18 |

| N5 | S42 | S29 | F30 | N17 · N18 |

| N5 | S42 | S29 | F30 | N17 · N18 |

| N5 | S42 | S29 | F30 | N17 · N18 |

| N5 | S42 | S29 | F30 | N17 · N18 |

| N5 | S42 | S29 | F30 | N17 · N18 |

| N5 | S42 | S29 | F30 | N17 · N18 |

| V10A | N5 | S42 | Ba15 | Z1 | G7 | Ba15a | F30 · D46 | A24 | R19 | X1 · O49 | G7 | V11A |

| V10A | N5 | S42 | Ba15 | Z1 | G7 | Ba15a | F30 · D46 | A24 | R19 | X1 · O49 | G7 | V11A |

| G39 | N5 |

| G39 | N5 |

| I4 | G17 | V16 · I9 |

| I4 | G17 | V16 · I9 |

| I4 | G17 | V16 · I9 |

| I4 | G17 | V16 · I9 |

| I4 | G17 | V16 · I9 |

| I4 | G17 | V16 · I9 |

| I4 | G17 | V16 · I9 |

| I4 | G17 | V16 · I9 |

| I3 | A3 | G17 | V16 · Z2s · I9 |

| I3 | A3 | G17 | V16 · Z2s · I9 |

| I3 | A3 | G17 | V16 · Z2s · I9 |

| I3 | A3 | G17 | V16 · Z2s · I9 |

| I3 | A3 | G17 | V16 · Z2s · I9 |

| I3 | A3 | G17 | V16 · Z2s · I9 |

| I3 | A3 | G17 | V16 · Z2s · I9 |

| I3 | A3 | G17 | V16 · Z2s · I9 |

| N5 | I3 | G17 | O34 · I9 | A3 |

| N5 | I3 | G17 | O34 · I9 | A3 |

| N5 | I3 | G17 | O34 · I9 | A3 |

| N5 | I3 | G17 | O34 · I9 | A3 |

| N5 | I3 | G17 | O34 · I9 | A3 |

| N5 | I3 | G17 | O34 · I9 | A3 |

| N5 | I3 | G17 | O34 · I9 | A3 |

| N5 | I3 | G17 | O34 · I9 | A3 |

| V10A | I5A | G7 | G17 | V17 | Z1 | Y1 · Z2s | I9 | G7 | V11A |

| V10A | I5A | G7 | G17 | V17 | Z1 | Y1 · Z2s | I9 | G7 | V11A |